# 10005 Chernega
10005 Chernega è un asteroide della fascia principale. Scoperto nel 1976, presenta un'orbita caratterizzata da un semiasse maggiore pari a 2,3325756 UA e da un'eccentricità di 0,2129882, inclinata di 3,40453° rispetto all'eclittica.
L'asteroide è dedicato a Nikolaj Akimovic Chernega, specialista in astrometria e nella compilazione di cataloghi stellari di precisione.